# Bosom Buddies
Bosom Buddies é uma sitcom americana criada por Robert L. Boyett, Thomas L. Miller e Chris Thompson e estrelada por Tom Hanks e Peter Scolari. Foi ao ar pelo canal ABC entre 1980 e 1982 e foi reprisada pelo canal NBC em 1984.
A série foi originalmente feita por Miller e Boyett, baseada no filme Some Like It Hot e com intenção de ser uma versão masculina da série Laverne & Shirley. Ela ficou bastante conhecida por conta de improvisos feitos pelos protagonistas Tom Hanks e Peter Scolari.

## Sinopse
Após o apartamento em que moravam ter sido demolido, dois amigos acabam indo parar em um hotel só para moças chamado Susan B. Anthony, pelo aluguel ser mais barato. Para poder se manter no hotel, os dois resolvem se disfarçar de mulheres somente à vista das outras moradoras. Um deles, Kip Wilson (Tom Hanks), de primeira não tinha gostado nada da idéia, mas após conhecer uma das moradoras do hotel, Sonny Lumet (Donna Dixon), ele volta atrás e diz ao amigo escritor Harry Osmond (Peter Scolari) que tudo isso daria um belo livro. A companheira de trabalho deles, Amy Cassidy (Wendy Jo Spenber), é a única que sabe do plano e não conta a ninguém porque gosta do Henry. Na primeira temporada, Kip, Henry e Amy trabalham para Ruth Dunbar (Holland Taylor) em uma firma de Livingstone chamada Gentry & Mishkin, onde Kip é artista gráfico, Henry é o escritor e Amy é a recepcionista. Ruth depois os promovem para trabalhar pro seu chefe, Sr. Rubinowitz.
O grande problema dos meninos é lidar com a dona do hotel, Lilly Sinclair (Lucille Benson), e com a moradora aspirante a cantora, Isabelle Hammond (Telma Hopkins). 
Na segunda temporada, Kip, Henry e Amy deixam Livingston e a empresa Gentry & Mishkin, para poder começar um negócio deles. Eles acabam criando a firma 60 Second Street, com a ajuda de Ruth.
No primeiro episódio da segunda temporada, a farsa e o plano dos meninos é descoberto, mas para sorte deles, eles são permitidos a continuarem a morar no hotel. Sonny perdoa Kip pelo ocorrido, e com a entrada de Isabelle como a nova dona para substituir Lily, é preferível deixar com que os meninos continuem com a farsa ao invés de ter que dizer a verdade a todas as moradoras.

## Elenco
- Tom Hanks - Kip Wilson/Buffy (quando está disfarçado de mulher)
- Peter Scolari - Henry Desmond/Hildegarde (quando está disfarçado de mulher)
- Wendy Jo Spenber - Amy Cassidy, amiga dos meninos e a única que sabe da farsa
- Holland Taylor - Ruth Dumbar, a chefe dos meninos
- Donna Dixon - Sonny Lumet, moradora do hotel e por quem Kip é apaixonado
- Telma Hopkins - Isabelle Drummond, moradora do hotal e a dona a partir da segunda temporada
- Lucille Benson - Lily Sinclair, dona do hotel (1980-1981)

## Episódios

### Primeira temporada: 1980-1981
| #  | # Total | Título                          | Diretor                      | Roteiro                                      | Data de Exibição Original |
| -- | ------- | ------------------------------- | ---------------------------- | -------------------------------------------- | ------------------------- |
| 1  | 1       | "Pilot (ou Bosom Buddies)"      | Joel Zwick                   | Chris Thompson                               | 27 de Novembro de 1980    |
| 2  | 2       | "My Brother, My Sister, Myself" | Chris Thompson e Don VanAtta | Chris Thompson                               | 4 de Dezembro de 1980     |
| 3  | 3       | "Loathe They Neighbor"          | Herbert Kenwith              | David Chambers                               | 11 de Dezembro de 1980    |
| 4  | 4       | "Macho Man"                     | Chris Thompson e Don VanAtta | Lenny Ripps                                  | 18 de Dezembro de 1980    |
| 5  | 5       | "What Price Glory?"             | John Bowab                   | Rober Garrett                                | 1 de Janeiro de 1981      |
| 6  | 6       | "Kip and Sonny's Date"          | John Bowab                   | Chris Thompson                               | 8 de Janeiro de 1981      |
| 7  | 7       | "Beauty and the Beasts"         | Will MacKenzie               | Will MacKenzie                               | 15 de Janeiro de 1981     |
| 8  | 8       | "Revenge"                       | John Tracy                   | Lenny Ripps                                  | 22 de Janeiro de 1981     |
| 9  | 9       | "Amy's Career"                  | John Tracy                   | Jack Carrerow e David Chambers               | 29 de Janeiro de 1981     |
| 10 | 10      | "Gotta Dance"                   | Will MacKenzie               | David Lerner e Bruce Ferber                  | 5 de Fevereiro de 1981    |
| 11 | 11      | "Sonny Boy"                     | Chris Thompson e Don VanAtta | Lenny Ripps                                  | 12 de Fevereiro de 1981   |
| 12 | 12      | "How Great Thou Art"            | Will MacKenzie               | David Lerner e Bruce Ferber                  | 19 de Fevereiro de 1981   |
| 13 | 13      | "Kip Quits"                     | John Bowab                   | Chris Thompson                               | 26 de Fevereiro de 1981   |
| 14 | 14      | "Only the Lonely"               | Tom Trbovich                 | Jack Cerrerow e David Chambers               | 12 de Março de 1981       |
| 15 | 15      | "The Re-Write"                  | Will MacKenzie               | Chris Thompson, Howard Gewirtz e Ian Praiser | 19 de Março de 1981       |
| 16 | 16      | "The Show Must Go On"           | Will MacKenzie               | Ian Praiser e Howard Gewirtz                 | 26 de Março de 1981       |
| 17 | 17      | "The Hospital"                  | Will MacKenzie               | Jack Carrerow e David Chambers               | 2 de Abril de 1981        |
| 18 | 18      | "Best Friends"                  | Chris Thompson e Don VanAtta | Chris Thompson                               | 9 de Abril de 1981        |
| 19 | 19      | "Cahoots"                       | Will MacKenzie               | Jack Carrerow e David Chambers               | 30 de Abril de 1981       |

### Segunda temporada: 1981-1982
| #  | # Total | Título                                      | Diretor    | Roteiro                                                                      | Data de Exibição Original |
| -- | ------- | ------------------------------------------- | ---------- | ---------------------------------------------------------------------------- | ------------------------- |
| 1  | 20      | "The Truths and Other Lies"                 | Joel Zwick | Lenny Ripps                                                                  | 8 de Outubro de 1981      |
| 2  | 21      | "There's No Business..."                    | Joel Zwick | Chris Thompson                                                               | 15 de Outubro de 1981     |
| 3  | 22      | "The Reunion"                               | Joel Zwick | Gary H. Miller                                                               | 22 de Outubro de 1981     |
| 4  | 23      | "One For You, One For Me"                   | Joel Zwick | Jack Carrerow                                                                | 27 de Novembro de 1981    |
| 5  | 24      | "Road to Monte Carlo"                       | Joel Zwick | Gary H. Miller                                                               | 4 de Dezembro de 1981     |
| 6  | 25      | "WaterBallonGate"                           | Joel Zwick | David Chambers                                                               | 11 de Dezembro de 1981    |
| 7  | 26      | "All You Need is Love"                      | Joel Zwick | Terry Hart                                                                   | 18 de Dezembro de 1981    |
| 8  | 27      | "Other Than That, She's a Wonderful Person" | Joel Zwick | Stu Silver                                                                   | 25 de Dezembro de 1981    |
| 9  | 28      | "The Slightly Illustrated Man"              | Joel Zwick | Chris Thompson                                                               | 8 de Janeiro de 1982      |
| 10 | 29      | "Two Percent Solution"                      | Joel Zwick | Jack Carrerow e David Chambers                                               | 15 de Janeiro de 1982     |
| 11 | 30      | "Cablevision"                               | Joel Zwick | Jeff Franklin                                                                | 22 de Janeiro de 1982     |
| 12 | 31      | "The Grandfather"                           | Joel Zwick | História: Lenny Ripps e Gary H. Miller Adaptação: Terry Hart e Jeff Franklin | 4 de Fevereiro de 1982    |
| 13 | 32      | "Hildy's Dirt Nap"                          | Joel Zwick | História: David Chambers Adaptação: Gary H. Miller e Jack Carrerow           | 11 de Fevereiro de 1982   |
| 14 | 33      | "Kip Off the Old Block"                     | Joel Zwick | Lenny Ripps                                                                  | 18 de Fevereiro de 1982   |
| 15 | 34      | "The Way Kip and Henry Were"                | Joel Zwick | Terry Hart e Lenny Ripps                                                     | 4 de Março de 1982        |
| 16 | 35      | "Who's On Thirst?"                          | Joel Zwick | Terry Hart                                                                   | 11 de Março de 1982       |
| 17 | 36      | "Not With My Sister, You Pig"               | Joel Zwick | Lenny Ripps                                                                  | 18 de Março de 1982       |
| 18 | 37      | "Not the Last Picture Show"                 | Joel Zwick | Lenny Ripps                                                                  | 25 de Março de 1982       |
| 19 | 38      | "Call Me Irresponsible"                     | Joel Zwick | Jack Carrerow                                                                | 27 de Março de 1982       |

## Informações
- A canção-tema era a música "My Life" de Billy Joel, mas a música original não foi usada, por isso, teve o cantor Bertie Higgins ao invés de Billy Joel no vocal. Quando a série foi lançada em DVD, "My Life" foi substituída pela música "Shake Me Loose", interpretada por Stephanie Mills como canção-tema, por conta de direitos autorais.
- O episódio piloto foi rodado em filme, ao contrarío do resto dos episódios que foram rodados normalmente.
- Os nomes Kip e Henry surgiram por conta de dois bares populares em Berkeley, Califórnia.
- A atriz Edie Adams interpretou a dona do hotel no episódio piloto e quando Kip e Henry encontra um nome para as duas moças, eles dizem que Buffy e Hildy são irmãs. Quando Lucille Benson entrou como a nova dona do hotel na série, ela descobriu que Kip e Henry são irmãos de Buffy e Hildy, respectivamente. Mas vale destacar que Buffy e Hildy se formaram em Saskatchewan, e Kip e Henry fizeram o colegial em Shaker Heights, Ohio.
- Edie Adams no episódio piloto diz que as garotas são "Lindas e provavelmente virgens!". Isso foi cortado por conta da classificação da série. Já no DVD, essa fala não foi cortada.
- O ator Peter Scolari posteriormente apareceu no primeiro filme em que Tom Hanks dirigiu, That Thing You Do!, como um apresentador estilo Ed Sullivan. Ele também apareceu como o astronauta Pete Conrad em um episódio da série da HBO que foi produzida por Tom Hanks, From the Earth to the Moon; e também contracenou com Hanks no filme The Polar Express.
- Bosom Buddies foi gravado no estúdio 25 na Paramount. Nesse mesmo estúdio também foram gravadas as séries The Lucy Show, Cheers e Frasier.
- Bosom Buddies foi reprisado pelo canal NBC durante o verão de 1984. A audiência foi até estável, maior da que quando passou pela primeira vez no canal ABC, e com isso surgiu a idéia de uma possível volta com a série. Mas já naquele período, Peter Scolari estava comprometido com a série Newhart e Tom Hanks tinha começado a dar mais foco para sua carreira cinematográfica.
- Essa foi a última série que foi produzida pelo grupo Miller-Milkis-Boyett, já que Miller tinha saído da companhia em 1983. E também foi a última de Miller-Boyett Production a ter sido produzida pela Paramount Television, antes de passarem a produzir para a Lorimar Productions (Warner Bros. Television posteriormente).

## Aniversário de 30 anos
Para comemorar os 30 anos de Bosom Buddies, Tom Hanks e Peter Scolari voltaram a se reunir na cerimônia dos TV Lands Awards, em 17 de Abril de 2010. Além dos dois protagonistas terem relembrado suas cenas em Bosom Buddies, a série ganhou um prêmio pela ocasião, o que é de tradução da cerimônia quando uma série completa 30 anos.

## Lançamento em DVD
A CBS DVD (distribuída pela Paramount) lançou as duas temporadas de Bosom Buddies em DVD somente na Zona 1. Por conta de direitos autorais, a canção-tema "My Life" foi substituída por "Shake Me Loose". Além disso, muitas das apresentações musicais presentes na série foram cortadas ou editadas do DVD, como as músicas "Yakkity Yak" (do episódio "Call Me Irresponsible"), "Chances Are" (do episódio "All You Need is Love") e "Rock and Roll Heaven" (do episódio "Hildy's Dirt Nap").
| DVD               | # Episódios | Data de Lançamento    |
| ----------------- | ----------- | --------------------- |
| The First Season  | 19          | 13 de Março de 2007   |
| The Second Season | 19          | 4 de Setembro de 2007 |